# The Best of Spineshank
The Best of Spineshank è una compilation del gruppo alternative metal Spineshank, contenente tutti i singoli estratti dai loro primi tre album in studio e le loro canzoni più famose.

## Tracce
1. Violent Mood Swings – 3:32
2. Smothered – 3:07
3. Stillborn – 4:15
4. Dead to Me – 3:34
5. Asthmatic – 3:30
6. The Height of Callousness – 3:04
7. New Disease – 3:14
8. Synthetic – 3:09
9. Cyanide 2600 – 3:10
10. Detached – 3:21
11. Where We Fall – 3:30
12. Shinebox – 3:07

## Formazione
- Jonny Santos - voce
- Mike Sarkisyan - chitarra
- Bobbito García - basso
- Tommy Decker - batteria